# Sergio Bonilla
Sergio Héctor Bonilla Martínez  (México, 28 de agosto de 1974) es un actor mexicano.
Ha incursionado en el cine, teatro, televisión y doblaje. Es hijo de Socorro Martínez y Héctor Bonilla. Es conocido por ser la voz de Trunks al inicio de la saga de Dragon Ball Z, Nelson en Los Simpson desde la tercera temporada hasta la duodécima temporada, Kaede Rukawa en Slam Dunk, Remy de Ratatouille, Scott Lang/Ant-Man en el Universo cinematográfico de Marvel y recientemente a Trunks en su saga de Dragon Ball Super, también es conocido por conducir junto con Fernanda Tapia el  programa radiofónico La hora nacional desde 2022 a 2023.

## Filmografía

### Televisión
- Ella camina sola (2023).... Gustavo[2]
- Esta historia me suena (2022).... Javier
- Mujer de nadie (2022).... Diego Altamirano
- La Guzmán serie (2019)
- La otra cara del alma (2012) ..... Abel Cifuentes
- Al Caer la Noche (2011) ..... Saúl
- Bajo el alma (2011) ..... Emiliano
- Vidas robadas (2010) ..... Padre Juan
- Pasión morena (2009) ..... Chucho
- Encrucijada (2009) .... Álvaro Díaz
- Capadocia (2008) .... Yuppie
- Alma legal (2008) .... Gilberto
- Se busca un hombre (2007) .... Alejandro Morán Jr.
- La otra mitad del sol (2005) .... Alfonso 'Poncho'
- Tal para cual (2002)
- Cuentos para solitarios (1999) .... Leonardo
- La vida en el espejo (1999) .... Julio Escandón Jr.
- La gloria y el infierno (1986) .... Miguel de niño

### Películas
- Las armas del alba (2013) .... Arturo Gamiz
- Crímenes y TV (2012)
- La esperanza de la Navidad (2006) .... Carlos
- Mónica y el profesor (2002)

### Documentales
- El caso Molinet (1993)